# Limonium perezii
Limonium perezii (Stapf) F.T. Hubb. – gatunek rośliny z rodziny ołownicowatych (Plumbaginaceae Juss.). Występuje endemicznie na hiszpańskich wyspie Teneryfie leżącej w archipelagu Wysp Kanaryjskich. Ponadto został introdukowany w Kalifornii w Stanach Zjednoczonych, gdzie bywa uprawiany.

## Morfologia

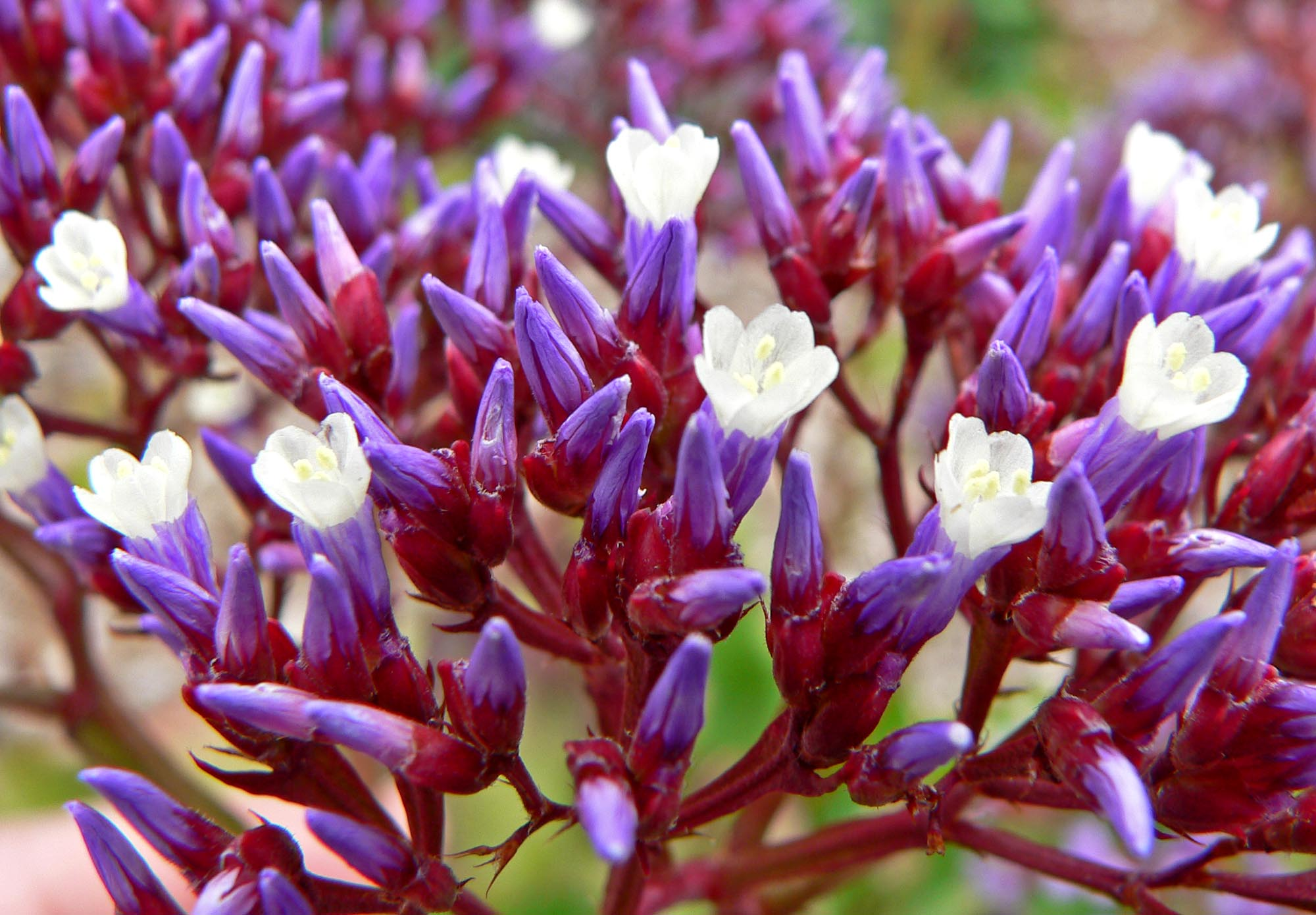
Kwiaty

PokrójDorasta do 30 m wysokości.
LiścieZebrane w formie rozety. Blaszka liściowa może mieć kształt od okrągłego do szeroko-jajowatego lub prawie sercowatego. Ma 15 cm długości i 9 cm szerokości. Nasada liścia jest ucięta.
KwiatyZebrane w kwiatostanach. Działki kielicha mają niebieskofioletową barwę z czerwonobrązowymi plamkami. Są drobno owłosione, mają około 5 mm długości. płatki mają białawą barwę, są niewiele dłużne niż działki kielicha.

## Biologia i ekologia
Znany jest z jednej subpopulacji na wschodniej części Teneryfy. Przypuszcza się, że istnieją jeszcze co najmniej dwa kolejne subpopulacje tego gatunku. W 2006 roku liczebność populacji wynosiła 284 osobników. Rygorystyczne badania w ostatnich latach podają, że jej stan jest bardziej lub mniej stabilny. 
Ten niewielki krzew rośnie na stromych skałach bazaltowych, w trudno dostępnych szczelinach i półkach skalnych. Występuje wśród roślinności trawiastej oraz w ciepłolubnych lasach. Najczęściej towarzyszą mu takie gatunki jak: Vieria laevigata, Phyllis viscosa, Aeonium sedifolium, Carlina salicifolia oraz Sonchus fauces-orci.

## Zastosowanie
Gatunek ten bywa kolekcjonowany ze względu na jego wartości ozdobne.

## Ochrona
W Czerwonej księdze gatunków zagrożonych został zaliczony do kategorii VU – gatunków narażonych na wyginięcie. Limonium perezii został sklasyfikowany w tej kategorii, ponieważ liczebność jego populacji jest niska, a zasięg występowania jest ograniczony. Wielkość populacji pozostaje stabilna i wynosi około 280 osobników, z których wszystkie znajdują się na jednym obszarze o powierzchni 1,25 km². W przeszłości ekspansję gatunku ograniczał wypas zwierząt, ale obecnie jest on kontrolowany. Okazy, które przetrwały te ostatnie zakłócenia, prezentują tendencję stabilną lub nawet lekko pozytywną, choć zasięg występowania gatunku jest nadal bardzo ograniczony. Jeśli zjawisko wypasu zwierząt, zarówno pasterskich jak i dzikich, wystąpi ponownie, to populacja tego gatunku będzie poważnie zagrożona. Innym zagrożeniem jest zbieranie okazów tego gatunku do celów kolekcjonerskich.
Limonium perezii został wymieniony w załączniku I Konwencji Berneńskiej. Ma też status gatunku "de interés para los ecosistemas Canario" w katalogu gatunków chronionych na Wyspach Kanaryjskich. Jest również wpisany do Hiszpańskiej Czerwonej Księgi.